# 세키 디스크

담수에서 사용되는 변형된 형태의 세키 디스크

세키 디스크(Secchi disk)는 1865년 이탈리아의 천문학자인 안젤로 세키에 의해 발명된 지름 30센티미터의 평평한 원판으로 물의 투명도를 측정하는데에 사용된다. 원판은 장대 또는 줄에 고정되어 물 속으로 천천히 내려보내지게 되고, 물 속에서 더 이상 원판이 보이지 않는 지점을 기준으로 하여 물의 투명도를 측정하는 데에 사용하게 된다. 이러한 측정값을 세키 깊이(Secchi depth)라고 하며 이 값은 물의 탁도와 관련이 있다. 발명 이래로 원판의 모양이 변형되어 사용되어 왔으며, 원판의 지름이 보다 작은 20센티미터의 원판, 흑백 색상의 원판 등이 담수의 투명도를 측정하는데 사용되고 있다.

## 역사
원래의 세키 디스크는 평평한 백색의 원판으로 지중해에서 사용되었으며, 오늘날에도 지름 30센티미터의 백색 평판 형태의 원판은 해양 연구에서 표준 규격으로 사용되고 있다. 1899년, 미국의 토목공학자인 조지 C. 휘플(George C. Whipple)이 직경 20센티미터의 흑백으로 채색된 사분원호 모양의 원판을 제작하였고, 이 흑백 색상의 세키 디스크는 오늘날 육수학 연구에서 표준으로 사용되고 있다.

## 같이 보기
- 수질